# Sachari Simeonow Sachariew
Sachari Simeonow Sachariew (bulgarisch Захари Симеонов Захариев; * 6. Februar 1904 in Bassarbowo; † 29. April 1987 in Sofia) war ein bulgarischer Politiker und Generaloberst.

## Leben
Sachariew trat 1926 der Bulgarischen Kommunistischen Partei bei. Im Jahr 1931 emigrierte er in die Sowjetunion. Von 1936 bis 1939 war er als Pilot im Spanischen Bürgerkrieg aktiv. Zurückgekehrt nach Bulgarien war er von 1947 bis 1954 und dann nochmals von 1957 bis 1959 Chef der bulgarischen Luftstreitkräfte. Von 1954 bis 1959 und von 1965 bis 1972 war er stellvertretender bulgarischer Verteidigungsminister. In der Zeit von 1958 bis 1962 war er Mitglied des Zentralkomitees seiner Partei.
Sachariew verfasste Artikel zu militärischen und politischen Problemen. Darüber hinaus schrieb er mehrere Bücher.
Er wurde als Held der Sowjetunion, Held der Volksrepublik Bulgarien mit dem Leninorden und mit dem Dimitrow-Preis ausgezeichnet.

## Werke (Auswahl)
- Treue, 1967
- Vertrauen, 1970
- Kommen Sie zurück, 1973